# Cantonul Casteljaloux
Cantonul Casteljaloux este un canton din arondismentul Nérac, departamentul Lot-et-Garonne, regiunea Aquitania, Franța.

## Comune
- Anzex
- Beauziac
- Casteljaloux (reședință)
- Leyritz-Moncassin
- La Réunion
- Saint-Martin-Curton
- Villefranche-du-Queyran